# Отан (змовник)
Отан (VI ст. до н. е.—після 496 до н. е.) — державний та військовий діяч Перської імперії Ахеменідів.

## Життєпис
Походив зі знатного перського роду. Втім щодо предків Отана існують розбіжності. Згідно Бехустанського напису його батьком був Тухра, а відповідно до Геродота — Фарнасп, родич царя Кира II.
Згідно Геродота за царів Кира II і Камбіза II неодноразово призначався військовиком. Втім достеменно невідомо в яких саме походах брав Отан участь і як себе проявив. Напевно кар'єрі сприяв шлюб доньки Отана — Федіми — з Камбізом II.
Більше знано Отана, як ініціатора змови проти царя Бардії, якого Отан оголосив самозванцем Гауматою. Внаслідок змови 522 року до н.е. останній загинув. Згідно Геродоту після цього змовники обговорювали подальший стан урядування Персії. Отан начебто пропонував передати владу народу, але більшість висловилася за монархію. Тоді Отан відмовився від влади, а царем став Дарій I. Натомість Отан отримав в напівнезалежне володіння значну частину Каппадокії.
518 року до н. е. Отан за наказом царя очолював похід на о. Самос, де відновив у владу Сілосона II. 517 року до н. е. змінив Мегабаза на посаді очільника військ на півночі Малой Азії. він підкорив міста Візантій і Халкедон, Антандр в Троаді і Лампоній. Затем за підтримки лесбосців опанував островами Лемнос і Імброс. В результаті було встановлено перську владу над Геллеспонтом і Босфором.
У 496 року до н. е. долучився до придушення Іонійського повстання греків. Подальша доля невідома.

## Родина
- Федіма, дружина: 1) Камбіза II; 2) Бардії
- Анаф (Смердомен), очільник кіссіїв
- Аместрида, дружина царя Ксеркса I